# Bågens mästare
Bågens mästare (engelsk originaltitel "Lords of the Bow") är en historisk roman av Conn Iggulden från 2008. Boken är den andra i serien Erövraren som handlar om Djingis och Kublai Khan.

## Handling
I flera hundra år har de Mongoliska stammarna slagits mot varandra men nu enade under Djingis Khan bildar de tillsammans en enorm armé. Djingis beslutar att anfalla en gemensam fiende för alla de mongoliska stammarna, Kina. Den enorma Gobiöknen och de stora ogenomträngliga bergen gör det näst intill omöjligt att inta Kina men det är inte det Djingis oroar sig för. Kina har flera hundra år av sofistikerad krigskunskap och stora städer och fästningar av sten.